# Marina Sena
Marina de Oliveira Sena (Taiobeiras, 26 de setembre de 1996) és una cantautora i ballarina brasilera.

## Carrera artística
Es va fer coneguda com a vocalista de la banda Rosa Neon, autors de la famosa cançó Ombrim. Els altres integrants del grup eren Marcelo Tofani, Mariana Cavanellas, Luiz Gabriel Lopes i Baka.

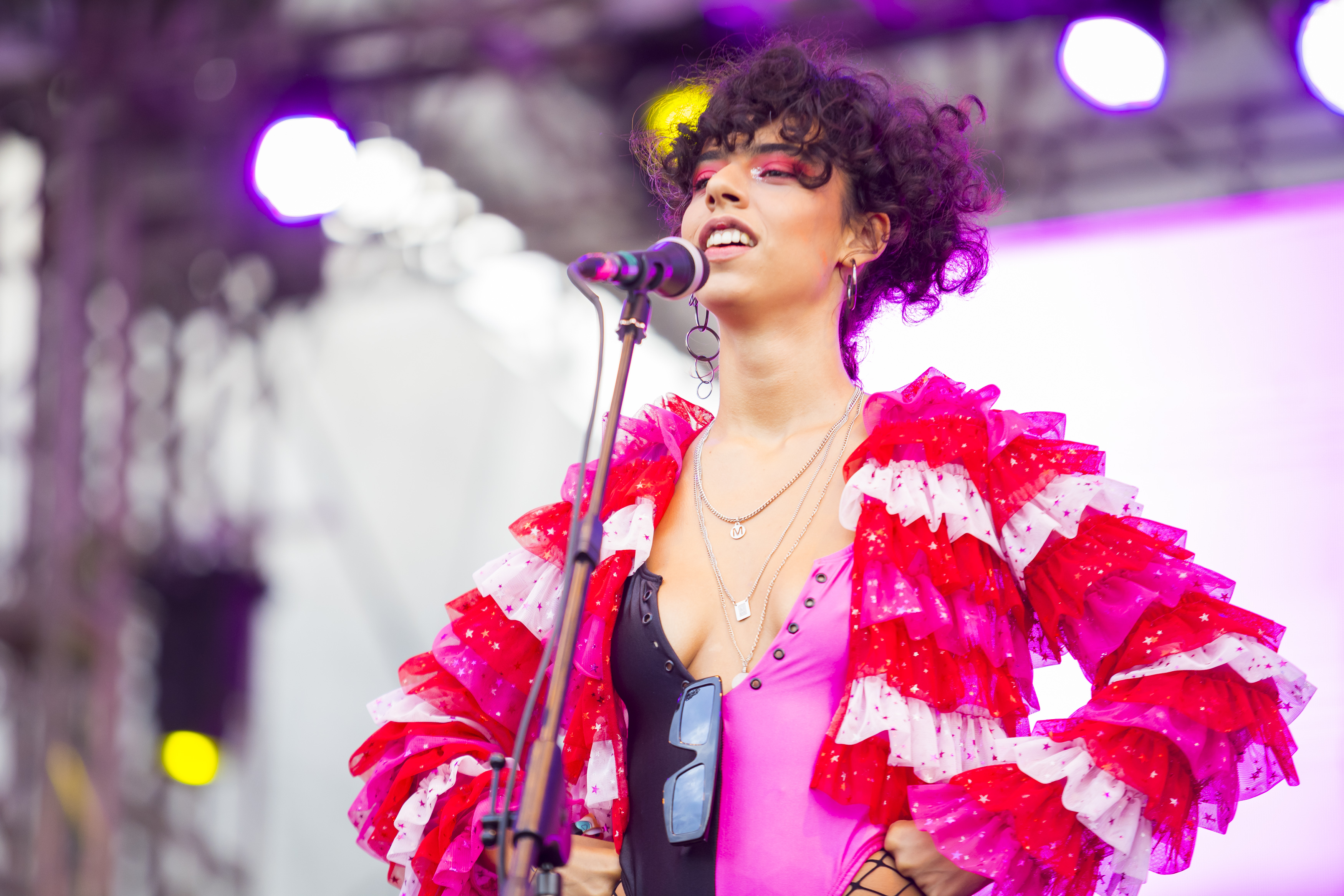
Marina Sena actuant amb els Rosa Neon (2020).

El 2021 va treure el seu primer senzill en solitari, Me toca, que va antecedir el llançament del primer LP, De Primeira. Aquest va ser antecedit pel senzill Por supuesto, que es va viralitzar i va guanyar repercussió en xarxes socials i plataformes digitals, esdevenint un nom rellevant en l'escenari musical brasiler i atorgant-li un disc de diamant. L'àlbum, realitzat per la discogràfica Quadrilha, és una barreja de pop, samba, axé, dancehall, reggae i MPB, sent aclamat per la crítica especialitzada.
Després de la bona recepció del primer àlbum, la cantant mineira va rebre diverses nominacions a premis, com el Multishow de Música Brasilera i el Grammy Llatí, va participar en importants festivals com Rock in Rio, Lollapalooza, Roskilde Festival i Coala Festival, a més d'haver viatjat pel Brasil i Europa.
El febrer de 2023, Marina Sena va anunciar el seu fitxatge per Sony Music Brasil, i dies després va llançar el tema Tudo pra Amar Você, avançant el que seria el seu segon àlbum d'estudi, Vício Inerente, publicat el 27 d'abril de 2023. El segon senzill d'aquest nou disc va ser Olho no Gato.

## Discografia
| Títol          | Detalls | Certificació     |
| -------------- | --- | ---------------- |
| De Primeira    | - Llançament: 19 d'agost de 2021 - Discogràfica: Alá Comunicação e Cultura / A Quadrilha - Format: Descàrrega digital, streaming, vinil | - PMB: Disc d'or |
| Vício Inerente | - Llançament: 27 d'abril de 2023 - Discogràfica: Sony Music Brasil - Format: Descàrrega digital, streaming                              |                  |

## Premis i nominacions
| Any  | Premi                                    | Categoria                                   | Nominació                       | Resultat   | Refs.  |
| ---- | ---------------------------------------- | ------------------------------------------- | ------------------------------- | ---------- | ------ |
| 2021 | Premis Multishow                         | "Experimente" (nou talent, votació popular) | Marina Sena                     | Guanyadora | [ 17 ] |
| 2021 | Premis Multishow                         | Revelació de l'Any                          | Marina Sena                     | Guanyadora | [ 17 ] |
| 2021 | Premis Multishow                         | Portada de l'Any                            | De Primeira                     | Guanyadora | [ 17 ] |
| 2021 | Premis Multishow                         | Cançó de l'Any                              | Me Toca                         | Nominada   | [ 17 ] |
| 2021 | Premis Multishow                         | Àlbum de l'Any                              | De Primeira                     | Nominada   | [ 17 ] |
| 2021 | Women's Music Events Awards (TNT Brasil) | Artista Revelació                           | Marina Sena                     | Guanyadora | [ 18 ] |
| 2021 | Women's Music Events Awards (TNT Brasil) | Música Alternativa                          | Me Toca                         | Nominada   | [ 18 ] |
| 2021 | Premi APCA                               | Artista Revelació                           | De Primeira                     | Guanyadora | [ 19 ] |
| 2022 | MTV Millennial Awards                    | Feat. Nacional                              | Veja Baby (Lagum & Marina Sena) | Nominada   | [ 20 ] |
| 2022 | Grammy Llatí                             | Millor Àlbum de Pop Contemporani Brasiler   | De Primeira                     | Nominada   | [ 21 ] |
| 2022 | Grammy Llatí                             | Millor Cançó Brasilera                      | Por Supuesto                    | Nominada   | [ 21 ] |
| 2022 | Women's Music Events Awards              | Àlbum                                       | De Primeira                     | Nominada   | [ 22 ] |
| 2022 | Women's Music Events Awards              | Cantant                                     | Marina Sena                     | Nominada   | [ 22 ] |